# 大阪大学大学院理学研究科・理学部
大阪大学大学院理学研究科（おおさかだいがくだいがくいんりがくけんきゅうか、英語: Graduate School of Science, The University of Osaka）は、大阪大学大学院に設置される研究科の一つである。
大阪大学理学部（おおさかだいがくりがくぶ、英語: School of Science, The University of Osaka）は、大阪大学に設置される学部の一つである。

## 概要
大阪大学の理学部は、1931年の大阪帝国大学発足時に医学部とともに設立されたものであり、初代理学部長には真島利行が就いた。初代大阪帝国大学総長長岡半太郎の「勿嘗糟粕」を理念とし、大阪大学の中でも規模の大きな中核的部局となっている。

## 組織
学部は、数学科、物理学科、化学科、生物科学科の4学科。生物科学科は、生物科学コースと学科横断型の生命理学コースに分かれる。物理学科には宇宙地球科学の学科目、化学科には、高分子学の学科目が含まれる。
大学院は、数学専攻、物理学専攻、化学専攻、生物科学専攻、高分子科学専攻、宇宙地球科学専攻の6専攻。
物理学専攻は、Aコース（理論系：基礎物理学・量子物理学コース）、Bコース（実験系：素粒子・核物理学コース）、Cコース（実験系：物性物理学コース）、化学専攻は、Aコース（無機及び物理化学）とBコース（有機化学）、生物科学専攻は、Aコース（生命理学）とBコース（生物科学）にそれぞれ分かれている。
また、国際化拠点整備事業（グローバル30）のコースとして、国際物理特別コース（物理学専攻）と統合理学特別コース（生物科学専攻、化学専攻、高分子科学専攻のいずれか）がある。
附属施設は、熱・エントロピー科学研究センター、フォアフロント研究センター、先端強磁場科学研究センターである。

## 沿革
- 1931年 - 大阪帝国大学発足。理学部を設置[1]。
- 1932年 - 数学科、物理学科、化学科を設置[1]。
- 1949年 - 生物学科を設置[1]。
- 1953年 - 大学院理学研究科修士課程を設置[1]。
- 1955年 - 附属原子核研究施設を設置[1]。
- 1956年 - 附属蛋白質研究施設を設置[1]。
- 1959年 - 高分子学科を設置、大学院博士課程発足。極低温実験施設（現：低温センター）を設置[1]。
- 1963年 - 大学院に高分子学専攻を新設[1]。
- 1964年 - 豊中キャンパスに移転開始[1]。
- 1966年 - 大学院の原子核宇宙線学専攻、物性学専攻、物理実験学専攻を物理学専攻に統合[1]。
- 1979年 - 附属化学熱学実験施設（現：熱・エントロピー科学研究センター）を設置[1]。
- 1980年 - 超強磁場実験施設（現：附属先端強磁場科学研究センター）を設置[1]。
- 1991年 - 宇宙地球科学科を設置[1]。
- 1994年 - 教養部を廃止し合流[1]。
- 1995年 - 宇宙地球科学科を物理学科に統合[9]、大学院に宇宙地球科学専攻を新設[1]。
- 1996年 - 大学院重点化[1]。高分子学科を化学科に統合[10]。
- 2006年 - 生物学科を生物科学科に改称[1]。
- 2008年 - 生物科学科に生命理学コースを新設[1]。
- 2011年 - 附属原子核実験施設を核物理研究センターと統合[1]。附属基礎理学プロジェクト研究センター（現：フォアフロント研究センター）を新設[1]。

## 著名な出身者

### 政治、経済
- 鉄永幸紀 - 元鳥取県議会議長、元青谷町議会議長
- 公文公 - 日本公文教育研究会創立者
- 佐治敬三 - 元サントリー会長、創業者鳥井信治郎の次男
- 西岡隆 - 次期大分県臼杵市長
- 藤井康男 - 元龍角散社長、元龍角散社長藤井得三郎の子
- 前田卓郎 - 希学園創立者
- 水野健次郎 - 元ミズノ社長、会長
- 盛田昭夫 - ソニー共同創業者・第3代社長、元経団連副会長

### 研究
- 市井三郎 - 哲学、成蹊大学教授
- 今津健治 - 技術史、元神戸大学教授
- 湯川秀樹 - 物理学、京都大学名誉教授
- 今村勤 - 物理学、関西学院大学名誉教授
- 岩出秀平 - 物理学、元大阪工業大学教授
- 内山龍雄 - 物理学、大阪大学名誉教授
- 宇野勝博 - 代数学、大阪大学教授
- 大谷裕之 - 化学、横浜国立大学教授
- 大西俊一 - 生物物理学、京都大学名誉教授、元日本生物物理学会会長
- 岡本佳男 - 高分子化学、名古屋大学名誉教授、元高分子学会会長、日本学士院賞、紫綬褒章、朝日賞
- 奥田節夫 - 地球物理学、京都大学名誉教授
- 尾崎敏 - 物理学、高エネルギー加速器研究機構名誉教授、ロバート・R・ウィルソン賞、粒子加速器科学技術賞
- 尾崎幸洋 - 化学、元関西学院大学副学長、王立化学会フェロー、紫綬褒章、日本化学会賞
- 小田稔 - 天文学、東京大学名誉教授、元理化学研究所理事長、文化勲章、日本学士院賞恩賜賞
- 金丸文一 - 化学、大阪大学名誉教授、粉体粉末冶金協会論文賞
- 神田貞之助 - 物理学、神戸大学名誉教授
- 寒川賢治 - 生化学、元京都大学教授、日本学士院賞、武田医学賞、上原賞
- 菅野了次 - 無機化学、東京工業大学名誉教授、元固体イオニクス学会会長
- 北垣敏男 - 物理学、東北大学名誉教授
- 黒田孝郎 - 数学、元北海道大学教授
- 後藤憲一 - 物理学、大阪大学名誉教授
- 七田芳則 - 生物学、京都大学名誉教授、元日本生物物理学会会長
- 品川日出夫 - 生物学、大阪大学名誉教授、元日本遺伝学会会長、木原賞
- 芝哲夫 - 化学、大阪大学名誉教授、元日本化学会副会長、日本化学会賞、大阪文化賞
- 白旗慎吾 - 統計学、大阪大学教授
- 菅原努 - 医学、京都大学名誉教授、元国立京都病院院長
- 杉本慶子 - 生物学、理化学研究所チームリーダー、日本学術会議会員
- 砂川重信 - 物理学、大阪大学名誉教授
- 瀬尾佳美 - 経済学、青山学院大学准教授
- 関集三 - 生物学、元大阪大学教授、元日本学士院会員、日本学士院賞、藤原賞、日本化学会賞
- 薗頭健吉 - 物理学、大阪市立大学名誉教授
- 高橋憲明 - 物理学、大阪大学名誉教授、元大阪市立科学館館長
- 竹内郁夫 - 植物学、元京都大学教授、元岡崎国立共同研究機構長、元日本植物学会会長、南方熊楠賞
- 橘省吾 - 惑星科学、東京大学教授、日本惑星科学会最優秀研究者賞
- 田中靖郎 - 物理学、東京大学名誉教授、元日本学士院会員、日本学士院賞恩賜賞、文化功労者
- 辻井薫 - 化学、元北海道大学教授
- 中岡稔 - 数学、大阪大学名誉教授
- 中野藤生 - 統計力学、名古屋大学名誉教授
- 中村敏一 - 生物学、大阪大学名誉教授、アンジェス創業者、紫綬褒章
- 中家剛 - 物理学、京都大学教授
- 西浦宏幸 - 物理学、大阪工業大学名誉教授
- 西岡久美子 - 数学、慶應義塾大学教授
- 西野吉則 - 光学、北海道大学教授
- 西脇安 - 放射線生物学、東京工業大学名誉教授、ウィーン大学名誉教授
- 野水克己 - 数学、元ブラウン大学教授
- 花房秀三郎 - ウイルス学、ロックフェラー大学名誉教授、大阪バイオサイエンス研究所名誉所長、元日本学士院会員、文化勲章
- 原田明 - 高分子化学、元大阪大学教授、紫綬褒章、日本化学会賞
- 日比孝之 - 数学、大阪大学教授
- 平賀壯太 - 生物学、元熊本大学教授、木原賞
- 開祐司 - 再生医学、京都大学教授
- 平地健吾 - 数学、東京大学教授、アメリカ数学会ベルグマン賞、井上学術賞、日本数学会幾何学賞
- 福井崇時 - 物理学、名古屋大学名誉教授、紫綬褒章、朝日賞、仁科記念賞
- 更田豊治郎 - 物理学、元日本原子力研究所副理事長、元日本原子力学会副会長、元環境科学技術研究所会長、元日本海洋科学振興財団理事長
- 藤井研一 - 物理学、大阪工業大学教授
- 藤井保彦 - 物理学、東京大学名誉教授、日本物理学会会長
- 星埜禎男 - 物理学、東京大学名誉教授、元日本物理学会会長
- 益田義賀 - 物理学、名古屋大学名誉教授
- 松島与三 - 数学、大阪大学名誉教授、朝日賞
- 宮地充子 - 数学、北陸先端科学技術大学院大学教授
- 村上信吾 - 数学、大阪大学名誉教授
- 森本幸生 - 化学、京都大学教授
- 山本雅 - 生物学、沖縄科学技術大学院大学教授、朝日賞、高松宮妃癌研究基金学術賞
- 矢持秀起 - 化学、京都大学名誉教授
- 吉岡崇仁 - 生物地球化学、京都大学名誉教授、元全国大学演習林協議会会長、生物地球化学研究会会長
- 吉森保 - 生物学、大阪大学栄誉教授、紫綬褒章
- 若槻哲雄 - 物理学、第10代大阪大学総長、元大阪府教育委員会委員長

### その他
- 梅谷英生 - フィギュアスケート選手。第76回全日本フィギュアスケート選手権6位入賞
- 榛葉豊明 - 映画監督。キネマ旬報賞、教育映画祭理科教材部門最高賞
- 中村正樹 - 写真家。МФК PHOTOS代表、Tokyo International Foto Awards Honorable Mention賞
- 村井秀夫 - 元オウム真理教（科学技術省大臣、村井秀夫刺殺事件で死去）
- 吉野耕平 ‐ 映画監督、脚本家、CMディレクター、CGアーティスト
- 和田悟朗 - 俳人。現代俳句協会賞、現代俳句大賞、読売文学賞詩歌俳句賞

## 博士号取得者
- 湯川秀樹 - 物理学、京都大学名誉教授、1949年ノーベル賞
- 井川満 - 数学、京都大学名誉教授、大阪大学名誉教授
- 稲村耕雄 - 化学、元東京工業大学教授、インターカラー設立者
- 伊達宗行 - 物理学、大阪大学名誉教授、元日本物理学会会長、紫綬褒章